# Шамарин, Василий Константинович
Василий Константинович Шамарин (1877—1953) — русский и советский учёный и педагог в области хирургии, организатор медицинской науки, доктор медицинских наук (1912), профессор (1920). Заслуженный врач РСФСР (1947). Член КПСС.
Один из основателей Уральской научной школы урологов.

## Биография
Родился 16 февраля [29 февраля] 1877 года в посёлке Каменский Завод Камышловского уезда Пермской губернии.
С 1898 по 1903 году проходил обучение на медицинском факультете Императорского Московского университета. После окончания университета работал ординатором в хирургическом отделении Московской городской больницы (экс-Бахрушинская больница).
С 1904 по 1905 годы был участником Русско-японской войны, работал в армейских госпиталях.
С 1906 по 1909 годы работал заведующим Сапожковской хирургической уездной земской больницы Рязанской губернии.
С 1910 по 1912 годы находился на стажировке за границей, работал в хирургических клиниках таких странах как: Австро-Венгрия, Германия и Франция.
С 1912 по 1914 годы работал ассистентом госпитальной хирургической клиники Петербургской военно-медицинской академии, был учеником профессора С. П. Фёдорова. В 1914 году сдал докторские экзамены.
С 1914 по 1917 годы участник Первой мировой войны и с 1917 по 1920 годы — Гражданской войны в составе Белогвардейских и Красных армий, был полевым хирургом и заведующим хирургическими отделениями подвижных полевых военных госпиталей. В Екатеринбург был хирургом в Екатеринбургском военном госпитале.
С 1920 по 1924 годы занимался педагогической деятельностью в Уральском государственном университете: заведующий кафедрами оперативной хирургии и топографической анатомии, одновременно с этим с 1922 года был назначен заместителем декана медицинского факультета, являясь одним из основателей этого факультета. В 1920 году В. К. Шамарину было присвоено учёное звание — профессора.
С 1924 по 1930 годы был заведующим Свердловской областной хирургической больницей.
С 1930 по 1934 годы — заведующий хирургическим отделением Свердловской городской клинической больницы № 3.
С 1934 по 1945 годы занимался педагогической деятельностью в Свердловском медицинском институте: был заведующий кафедрами хирургии, оперативной хирургии и топографической анатомии, одновременно с 1941 по 1945 годы в период Великой Отечественной войны работал хирургом-консультантом Свердловского военного эвакогоспиталя. С 1945 года — заведующий Свердловской урологической клиникой СГМИ.
В. К. Шамарин являлся одним из основателей Уральской научной школы урологов, был автором свыше двадцати пяти научных трудов в области операционной и военно-полевой хирургии. Был участником и докладчиком на всесоюзных и республиканских научных съездах и конференциях, в частности в 1916 году на XIV Всероссийском съезде хирургов и в 1927 году — на I республиканском съезде уральских врачей.
Помимо основной деятельности занимался и общественно-политической работой: непрерывно с 1922 по 1950 годы избирался депутатом Свердловского исполнительного комитета городского Совета народных депутатов.
В 1947 года Указом Президиума Верховного Совета РСФСР «За заслуги в области медицины» удостоен почётного звания — Заслуженный врач РСФСР.
Скончался 2 сентября 1953 года в Свердловске. Похоронен на Ивановском кладбище.
В 2024 г. в Академическом районе г. Екатеринбурга новой улице присвоено наименование "Василия Шамарина".

## Награды
Основной источник:
- Орден Ленина
- Орден «Знак Почёта»
- Медаль «За доблестный труд в Великой Отечественной войне 1941—1945 гг.»

### Звания
- Заслуженный врач РСФСР (1947)